# Teresa Giménez Barbat
María Teresa Giménez Barbat (Barcelona, 4 de junho de 1955) é uma escritora e política espanhola, abertamente antifeminista, defensora do humanismo secular, universalismo racionalista, ceticismo, das comunidades cristãs e do cristianismo como pilar fundamental da identidade. Foi uma eurodiputada transfuga durante a VIII legislatura, eleita pelo União, Progresso e Democracia, voltando a unir-se ao Cidadãos - Partido da Cidadania, no entanto, sem pretender renunciar à militância em nenhum dos dois partidos nem ao cargo de eurodeputada. Seguidamente integrou-se no  Partido da Aliança dos Liberais e Democratas pela Europa (ALDE) no Parlamento Europeu  até 2019, não voltando a ser eleita para um cargo político. 

## Biografia
É licenciada em antropologia e história da arte pela Universidade de Barcelona. Mestrada em Gestão Pública pela Universidade Autônoma de Barcelona. Tem sido diretora executiva da Alternativa Racional às Pseudociencias (ARP) e é uma dos promotoras do Foro Pensamento Crítico. É membro fundadora da associação Ciutadans de Cataluña, da qual é presidente desde 28 de setembro de 2006, e foi responsável por assinar o manifesto que originou a criação do Cidadãos - Partido da Cidadania (C’s). Foi uma dos dois únicos fundadores de Ciutadans de Cataluña que filiou-se a C’s quando esta legenda foi fundada em julho de 2006. No entanto, abandonou Cidadãos no ano 2007 para integrar na Plataforma Pró, uma plataforma cidadã surgida no seio da revolução Basta Já!, que deu origem ao partido político União, Progresso e Democracia (UPyD).
Sendo filiada de UPyD desde sua fundação, foi candidata pelo número 5 às eleições parlamentares europeias de 2009, número 2 às eleições regionais na Catalunha em 2012 pela distrito eleitoral de Barcelona e candidata número 6 de UPyD às eleições parlamentares europeias de 2014. Também foi responsável por integrar a Ação Institucional e Comunicação de UPyD da Catalunha.[carece de fontes?]
Embora a UPyD tenha elegido apenas 4 eurodeputados, ela conseguiu ser eurodeputada devido a renúncia de dois dos quatro eurodeputados da UPyD. Desde 25 de novembro de 2015, substituiu Fernando Maura no Parlamento Europeu. Dentro de seu mandato, Teresa Giménez entrou na delegação de cidadãos europeus. Continuou filiada a UPyD até sua desfiliação em 6 de abril de 2016. Posteriormente, entrou no Partido da Aliança dos Liberais e Democratas pela Europa (ALDE), fazendo parte da Comissão de Cultura e Educação, da Delegação para as Relações com os Países do Magrebe e a União do Magrebe Árabe e da Delegação na Assembleia Parlamentar da União para o Mediterrâneo.

## Projeto Euromind
Teresa Giménez Barbat é impulsionadora do projeto Euromind, um foro de encontros centrados na ciência e o humanismo no Parlamento Europeu.
A primeira sessão foi realizada em 23 de fevereiro de 2016, intitulado Hacia una Europa secular: Frente a los Fundamentalismos, com participação de Paul Cliteur e Maryam Namazie.[carece de fontes?]
Em 26 de abril de 2016, ocorreu o seminário chamado Nacionalismos perpétuos?, com participação de Adolf Tobeña com a intervenção Una sociedad enajenada?: una disección psicobiológica del secesionismo catalán, que foi criticado por ERC e CDC que a acusavam relacionar os movimentos nacionalistas e independentistas com problemas psicológicos e psiquiátricos.  O seminário também contou com a presença de Carsten De Dreu e  Mark vão Vugt.
A terceira sessão aconteceu em 27 de setembro de 2016 cujo título Existen los europeos?, com a participação de Juan Luis Arsuaga, Roberto Colom, Nigel Warburton e Francisco Sosa Wagner.[carece de fontes?]

## Obras publicadas
- Giménez Barbat, María Teresa (2003). Polvo de estrellas (em espanhol). [S.l.]: Editorial Kairós. 366 páginas. ISBN 978-84-7245-544-3
- Giménez Barbat, María Teresa (2007). Diari d'una escèptica (em catalão). [S.l.]: Tentadero Ediciones. 367 páginas. ISBN 978-84-935518-1-0
- Giménez Barbat, María Teresa (2012). Citileaks: los españolistas de la Plaza Real. Col: Colección Anécdota (em espanhol). [S.l.]: Editorial Sepha. 323 páginas. ISBN 978-84-939927-5-0